# Albanie aux Jeux olympiques d'été de 2020
L'Albanie participe aux Jeux olympiques de 2020 à Tokyo au Japon. Il s'agit de sa 9e participation à des Jeux d'été.

## Athlètes engagés
| Sport         | Hommes | Femmes | Total |
| ------------- | ------ | ------ | ----- |
| Athlétisme    | 1      | 1      | 2     |
| Gymnastique   | 1      | 0      | 1     |
| Haltérophilie | 2      | 0      | 2     |
| Judo          | 1      | 0      | 1     |
| Natation      | 1      | 1      | 2     |
| Tir           | 0      | 1      | 1     |
| Total         | 6      | 3      | 9     |

## Résultats

### Athlétisme
| Athlète    | Épreuve                 | 1er tour      | 1er tour | Finale        | Finale |
| Athlète    | Épreuve                 | Temps         | Rang     | Temps         | Rang   |
| ---------- | ----------------------- | ------------- | -------- | ------------- | ------ |
| Luiza Gega | 3 000 m steeple féminin | 9 min 23 s 85 | 5e       | 9 min 34 s 10 | 13e    |

| Athlète       | Épreuve                   | Qualification | Qualification | Finale      | Finale  |
| Athlète       | Épreuve                   | Performance   | Rang          | Performance | Rang    |
| ------------- | ------------------------- | ------------- | ------------- | ----------- | ------- |
| Izmir Smajlaj | Saut en longueur masculin | 7,86 m        | 17e           | Éliminé     | Éliminé |

### Gymnastique artistique
| Athlète       | Compétition     | Qualifications | Qualifications | Qualifications | Qualifications | Qualifications    | Qualifications | Qualifications | Qualifications | Finale   | Finale         | Finale   | Finale   | Finale            | Finale     | Finale  | Finale  |
| Athlète       | Compétition     | Appareil       | Appareil       | Appareil       | Appareil       | Appareil          | Appareil       | Total          | Rang           | Appareil | Appareil       | Appareil | Appareil | Appareil          | Appareil   | Total   | Rang    |
| Athlète       | Compétition     | Sol            | Cheval d'arçon | Anneaux        | Saut           | Barres parallèles | Barre fixe     | Total          | Rang           | Sol      | Cheval d'arçon | Anneaux  | Saut     | Barres parallèles | Barre fixe | Total   | Rang    |
| ------------- | --------------- | -------------- | -------------- | -------------- | -------------- | ----------------- | -------------- | -------------- | -------------- | -------- | -------------- | -------- | -------- | ----------------- | ---------- | ------- | ------- |
| Matvei Petrov | Cheval d'arçons | -              | 14,733         | -              | -              | -                 | -              | 14,733         | 10e            | Éliminé  | Éliminé        | Éliminé  | Éliminé  | Éliminé           | Éliminé    | Éliminé | Éliminé |

### Haltérophilie
| Athlète        | Compétition           | Arraché  | Arraché | Épaulé-jeté | Épaulé-jeté | Total  | Rang |
| Athlète        | Compétition           | Résultat | Rang    | Résultat    | Rang        | Total  | Rang |
| -------------- | --------------------- | -------- | ------- | ----------- | ----------- | ------ | ---- |
| Briken Calja   | Moins de 73 kg hommes | 151 kg   | 7e      | 190 kg      | 4e          | 341 kg | 4e   |
| Erkand Qerimaj | Moins de 81 kg hommes | 157 kg   | 11e     | 181 kg      | 9e          | 338 kg | 9e   |

### Judo
| Athlète        | Compétition           | 1er tour                  | 2e tour             | Quart de finale     | Demi-finale         | Repêchage           | Finale / MB         | Rang    |
| Athlète        | Compétition           | Adversaire Résultat       | Adversaire Résultat | Adversaire Résultat | Adversaire Résultat | Adversaire Résultat | Adversaire Résultat | Rang    |
| -------------- | --------------------- | ------------------------- | ------------------- | ------------------- | ------------------- | ------------------- | ------------------- | ------- |
| Indrit Cullhaj | Moins de 66 kg hommes | Chinchila Défaite 000-112 | Éliminé             | Éliminé             | Éliminé             | Éliminé             | Éliminé             | Éliminé |

### Natation
| Athlète       | Épreuve                   | Série   | Série | Demi-finale | Demi-finale | Finale   | Finale   |
| Athlète       | Épreuve                   | Temps   | Rang  | Temps       | Rang        | Temps    | Rang     |
| ------------- | ------------------------- | ------- | ----- | ----------- | ----------- | -------- | -------- |
| Kledi Kadiu   | 100 m nage libre masculin | 51 s 65 | 52e   | Éliminé     | Éliminé     | Éliminé  | Éliminé  |
| Nikol Merizaj | 50 m nage libre féminin   | 26 s 21 | 42e   | Éliminée    | Éliminée    | Éliminée | Éliminée |

### Tir
| Athlète         | Compétition                  | Qualification | Qualification | Finale   | Finale   |
| Athlète         | Compétition                  | Points        | Rang          | Points   | Rang     |
| --------------- | ---------------------------- | ------------- | ------------- | -------- | -------- |
| Manuela Delilaj | Pistolet à air comprimé 10 m | 565           | 37e           | Éliminée | Éliminée |
| Manuela Delilaj | Pistolet à 25 m,             | 556           | 44e           | Éliminée | Éliminée |